# Rostovské knížectví
Rostovské knížectví (rusky Ростовское княжество) je označení jednoho z ruských knížectví, historického území či státního útvaru existujícího v různých intervalech a hranicích mezi roky 988 až 1474 v částech Kyjevské Rusi.

## Území
Rostovské knížectví v 11. století zahrnovalo území mezi řekami Okou, Severní Dvinou a Volhou. Mezi významná opevněná města patřila města Beloozero, Suzdal a Jaroslavl. Ve 13. století přibyly ještě pevnosti Uglič a Usťug.

## Historie

### Nejstarší dějiny
Rostov je písemně poprvé zmiňován v roce 862. V roce 911 a je uváděn jako jedno z pěti významných sídel Kyjevské Rusi v době vlády knížete Olega.

### 988–1015
Rostovské knížectví vzniklo kolem roku 988, kdy Vladimír I. Veliký rozdělil Kyjevskou Rus mezi své syny. Prvním knížetem byl Jaroslav Moudrý. Kolem roku 1010 se nástupcem stal jeho nevlastní bratr Boris a Jaroslav se stal knížetem v Novgorodu. V roce 1015 byl Boris zavražděn svým nevlastním bratrem Jaropolkem v souvislosti s bojem o trůn Vladimíra Velikého. Rostov byl připojen k Novgorodskému knížectví.
V roce 1054 za vlády Vsevoloda I., jednoho z Jaroslavových synů, připadlo území ke Knížectví perejaslavlskému.

### 1113–1125
V roce 1113 (nebo 1096?) se Jurij Dolgoruký stal rostovským knížetem a v roce 1125 přenesl hlavní město do Suzdali.

### 1207–1474
V roce 1207 se znovu vyčlenilo menší Rostovské knížectví pod žezlem Konstantina Vsevolodiče. V roce 1219 se knížectví rozdělilo na tři menší knížectví: Jaroslavské, Ugličské a Rostovské.
V roce 1238 byla země vypleněna po nájezdu zlaté hordy. Roku 1474 se nakonec stalo součástí Velkoknížectví moskevského pod žezlem caraIvana III.

## Rostovská knížata
Knížata Rostovského knížectví a jejich synové:
- 1207—1218 — Konstantin Vsevolodovič
- 1218—1238 — Vasilko Konstantinovič
- 1238—1277 — Boris Vasilkovič
- 1277—1278 — Gleb Vasilkovič
- 1278—1286 — Dmitrij Borisovič a Konstantin Borisovič
- 1286—1288 — Konstantin Borisovič
- 1288—1294 — Dmitrij Borisovič
- 1294—1307 — Konstantin Borisovič
- 1307—1316 — Vasilij Konstantinovič
- 1316—1320 — Jurij Alexandrovič

### Rostovsko-usretinská knížata
- 1320—1331 — Fjodor Vasiljevič
- 1331—1360 — Andrej Fjodorovič
- 1360—1364 — Konstantin Vasiljevič
- 1364—1409 — Andrej Fjodorovič
- 1409—? — Ivan Andrejevič

### Rostovsko-Borisoglebšká knížata
- 1320—1365 — Konstantin Vasiljevič
- 1365—1404 — Alexandr Konstantinovič
- 1404—1416 — Andrej Alexandrovič
- 1417—1418 — Fjodor Alexandrovič
- ?—1474 — Vladimír Andrejevič a Ivan Ivanovič Dolgij